# Recurvidris hebe
Recurvidris hebe (лат.) — вид мелких муравьёв рода Recurvidris из подсемейства мирмицины. Эндемики Юго-Восточной Азии.

## Распространение
Юго-Восточная Азия: Индонезия (Сулавеси).

## Описание
Муравьи мелкого размера (1,6 — 1,7 мм), жёлтого цвета. Ширина головы от 0,35 до 0,38 мм (длина головы от 0,40 до 0,42 мм), длина скапуса усика от 0,32 до 0,34 мм. Усики 11-члениковые, булава 3-члениковая. Жвалы треугольные, с 4-5 зубцами. Нижнечелюстные щупики 4-члениковые, нижнегубные щупики состоят из 3 сегментов. Усиковые бороздки и лобные валики отсутствуют. Грудка тонка и длинная. Заднегрудка с двумя длинными проподеальными шипиками, загнутыми вверх и вперёд. Стебелёк между грудкой и брюшком состоит из двух члеников: петиолюса и постпетиолюса (последний четко отделен от брюшка), жало развито, куколки голые (без кокона).
Таксон был описан в 1992 году английским мирмекологом Барри Болтоном (The Natural History Museum, Лондон, Великобритания).